# تپه دوسران
تپه دوسران مربوط به سده‌های اولیه دوران‌های تاریخی پس از اسلام است و در شهرستان زنجان، بخش قره‌پشتلو، روستای دوسران واقع شده و این اثر در تاریخ ۱۲ بهمن ۱۳۸۱ با شمارهٔ ثبت ۷۴۰۶ به‌عنوان یکی از آثار ملی ایران به ثبت رسیده است.